# La Coma
La Coma es un lugar designado por el censo ubicado en el condado de Webb en el estado estadounidense de Texas. En el Censo de 2010 tenía una población de 48 habitantes y una densidad poblacional de 15,19 personas por km².

## Geografía
La Coma se encuentra ubicado en las coordenadas 27°29′57″N 99°18′13″O / 27.49917, -99.30361. Según la Oficina del Censo de los Estados Unidos, La Coma tiene una superficie total de 3.16 km², de la cual 3.15 km² corresponden a tierra firme y (0.16%) 0.01 km² es agua.

## Demografía
Según el censo de 2010, había 48 personas residiendo en La Coma. La densidad de población era de 15,19 hab./km². De los 48 habitantes, La Coma estaba compuesto por el 100% blancos, el 0% eran afroamericanos, el 0% eran amerindios, el 0% eran asiáticos, el 0% eran isleños del Pacífico, el 0% eran de otras razas y el 0% pertenecían a dos o más razas. Del total de la población el 97.92% eran hispanos o latinos de cualquier raza.